# Neophasmophaga facialis
Neophasmophaga facialis là một loài ruồi trong họ Tachinidae.